# Witali Mefodjewitsch Solomin
Witali Mefodjewitsch Solomin (russisch Виталий Мефодьевич Соломин; * 12. Dezember 1941 in Tschita, Sowjetunion; † 27. Mai 2002 in Moskau) war ein sowjetischer bzw. russischer Schauspieler und Theaterregisseur.

## Leben
Von 1959 bis 1963 studierte er Schauspielerei. Ab dem zweiten Semester begann er im Maly-Theater in Moskau zu spielen, wo er auch nach seinem Studienabschluss bis zu seinem Tod 2002 verblieb. Im Film war Solomin erstmals 1963 in Улица Ньютона, дом 1 (Uliza Njutona, dom 1) zu sehen. Seine berühmteste Rolle war die des Dr. Watson in der sowjetischen Verfilmung der Sherlock-Holmes-Erzählungen von Sir Arthur Conan Doyle, Ende der 1970er bis Mitte der 1980er Jahre, gemeinsam mit seinem Filmpartner Wassili Borissowitsch Liwanow. Diese Verfilmungen zeichnen sich durch eine besonders authentische Wiedergabe der Zeit um die Wende des 19. zum 20. Jahrhundert aus sowie ausgezeichnete schauspielerische Leistungen der beiden Hauptdarsteller.
Ab den 1970er-Jahren betätigte sich Solomin auch als Theaterregisseur im Maly-Theater. Er führte die Regie in den Theaterstücken Mein Lieblingsclown von Wassili Liwanow, Die lebende Leiche von Lew Nikolajewitsch Tolstoi und Die Wilde von Alexander Nikolajewitsch Ostrowski. In fast allen Theaterstücken, bei denen er die Regie führte, trat Solomin auch als Hauptdarsteller auf. 1997 führte er die Regie bei dem Musical „Die Kretschinskij-Hochzeit“ nach Alexander Wassiljewitsch Suchowo-Kobylin, das ebenfalls im Maly-Theater aufgeführt wurde. Für den Film Охота (Ochota, 1994) trat Solomin auch einmalig als Filmregisseur und Drehbuchautor in Erscheinung.
Während einer Theateraufführung erlitt Solomin einen schweren Herzinfarkt und wurde in ein Krankenhaus eingeliefert, wo er am 27. Mai 2002 im Alter von 60 Jahren starb.

## Ehrungen
Er war Träger folgender Titel und Auszeichnungen:
- Verdienter Künstler der RSFSR (4. November 1974)
- A.-Popow-Goldmedaille für seine Rolle in dem Theaterstück „Ljubow Jarowaja“ (1977)
- Volkskünstler Russlands (3. Februar 1992)
- Moskauer Stadtpreis (1998)
- Verdienstorden für das Vaterland IV. Klasse (25. Oktober 1999)
- Nationaler Fernsehpreis für den Film Пан или пропал (Pan ili propal) (2004)

Solomins Schaffen war außerdem Thema mehrerer Dokumentarfilme, u. a. 2002 im Rahmen der Fernsehreihe Чтобы помнили (Tschtoby pomnili).

## Filmografie (Auswahl)
- 1979: Siberiada
- 1979: Die Fledermaus (Letutschaja mysch) (Fernsehfilm)
- 1980: Sherlock Holmes und Dr. Watson (Scherlok Cholms i doktor Watson)
- 1981: Wer zahlt für den Erfolg? (Kto saplatit sa udatschu)
- 1981: Сильва (Silwa) (Fernsehfilm)
- 1981: Der Hund von Baskerville (Priklyucheniya Sherloka Kholmsa i doktora Vatsona: Sobaka Baskerviley)
- 1982: Der Brandherd (Tschelowek, kotory sakryl gorod)
- 1982: Пиковая дама (Pikowaja dama)
- 1983: Der Schatz der Agra (Prikljutschenija scherloka holmsa i doktora watsona: sokrowischtscha Agry)
- 1984: Rückkehr aus dem Orbit (Woswraschtschenije s orbity)
- 1985: Die Winterkirsche (Simnjaja wischnja)
- 1987: Sherlock Holmes im 20. Jahrhundert (Prikljutschenija scherloka holmsa i doktora watsona: dwadzaty wek natschinajetsya)
- 1990: Зимняя вишня 2 (Simnjaja wischnja 2)